# Oldenfelde (metropolitana di Amburgo)
La stazione di Oldenfelde è una stazione della metropolitana di Amburgo, sulla linea U1.